# Școala Industrială din Cluj-Napoca
Clădirea Universității Tehnice din Cluj-Napoca, fosta Școală Industrială (str. George Barițiu nr. 26-28) este o clădire declarată monument istoric (cod LMI CJ-II-m-B-07275), construită în perioada 1896-1899.

## Galerie de imagini

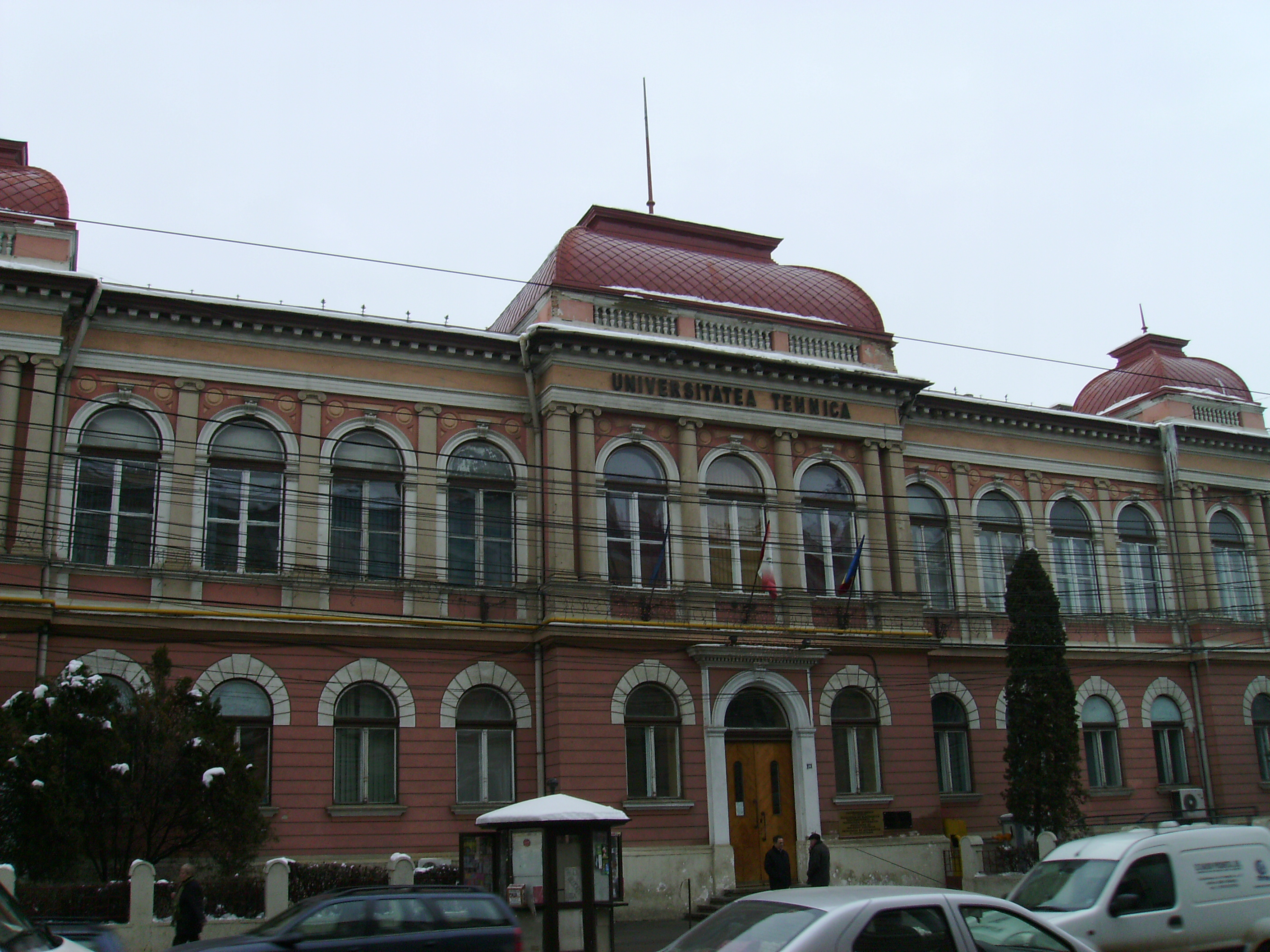
Universitatea Tehnică
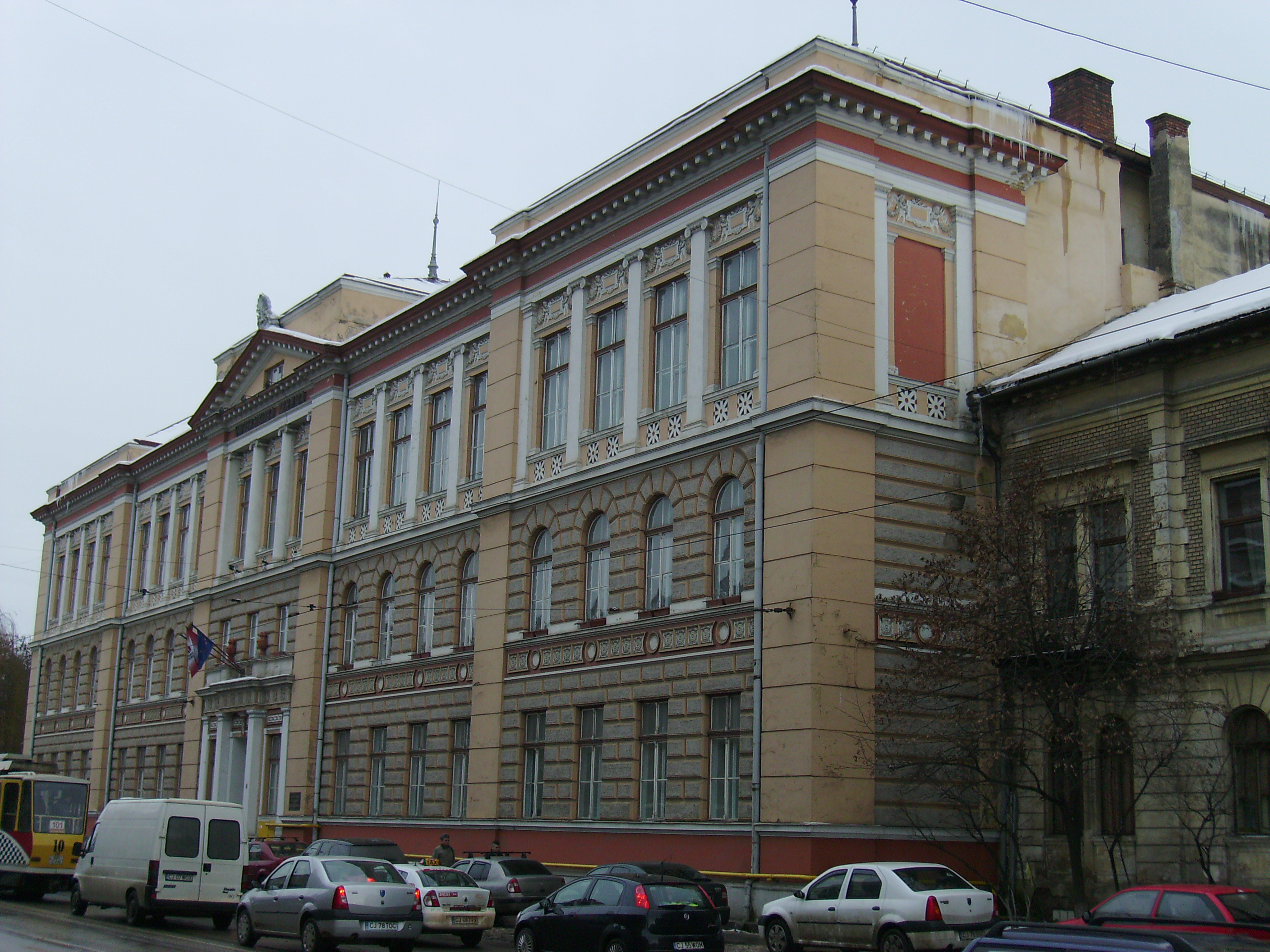
Universitatea Tehnică